# Fuád-papirusz

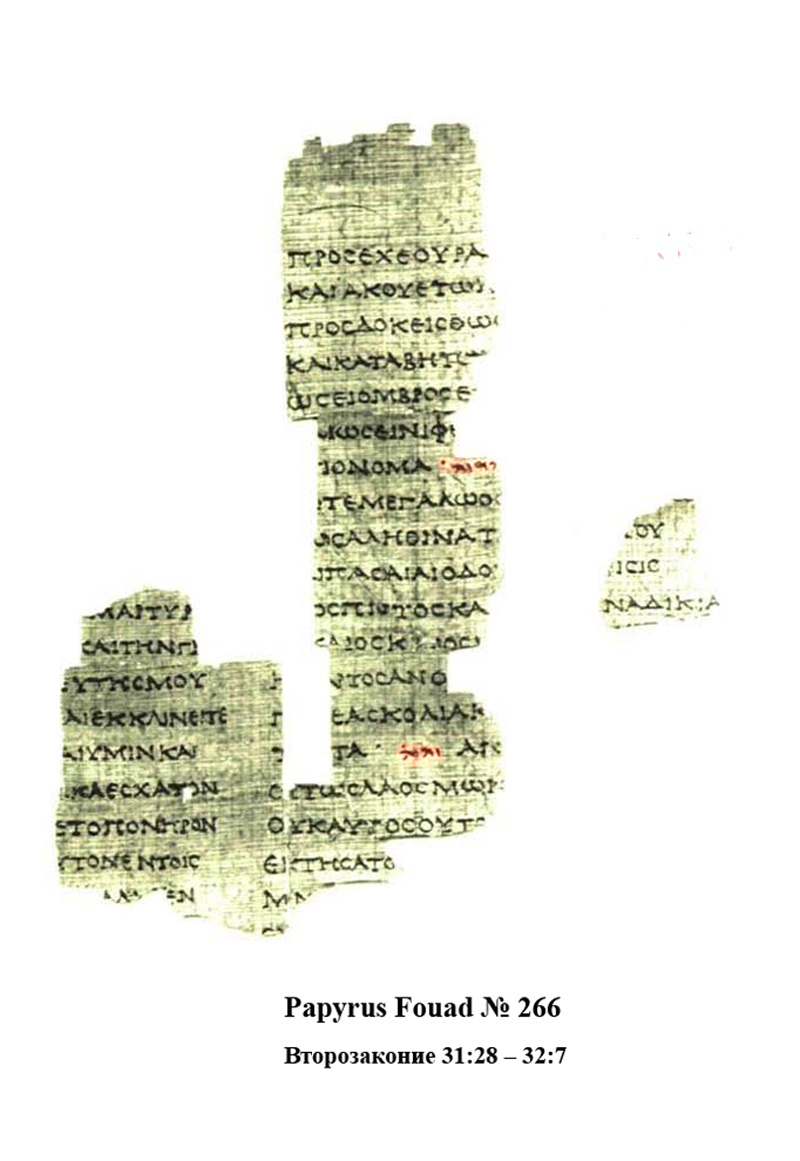
A Mózes 31:28 - 32:7 töredéke

A Fuád-papirusz (Rahlfs 847, 848 and 940; TM nr: 62290; LDAB id: 3451: VH: 0056) három töredékból álló Septuaginta-kézirat (LXX) a Tórából. Mózes ötödik könyve 31.28–32.7 sorainak görög fordítását tartalmazza. Fajjúmban találták 1939-ben, a kézirat neve I. Fuád egyiptomi királynak állít emléket. Paleográfiailag az i. e. 2–1. századból származik. Jelenleg a kézirat a Societé Royale de Papyrologie-ben található.
Ez a legrégibb kézirat, amely a görög szövegben a héber tetragrammatont használja az arámi „négyzetes” karakterekkel, vagy az asuri (asszíriai) héber betűtípust.

## Fordítás
- Ez a szócikk részben vagy egészben  a   Papyrus Fouad 266 című angol Wikipédia-szócikk ezen változatának fordításán alapul.  Az eredeti cikk szerkesztőit annak laptörténete sorolja fel. Ez a jelzés csupán a megfogalmazás eredetét és a szerzői jogokat jelzi, nem szolgál a cikkben szereplő információk forrásmegjelöléseként.